# Sentinela do Sul
Sentinela do Sul est une ville brésilienne de la mésorégion métropolitaine de Porto Alegre, capitale de l'État du Rio Grande do Sul, faisant partie de la microrégion de Camaquã et située à 92 km au sud-ouest de Porto Alegre. Elle se situe à une latitude de 30° 36′ 42″ sud et à une longitude de 51° 34′ 46″ ouest, à 40 m d'altitude. Sa population était estimée à 5 290 en 2007, pour une superficie de 282 km2. L'accès s'y fait par les BR-116, RS-715 et RS-717.
La commune a reçu son nom de Sentinelle du Sud, du fait de sa position relativement élevée dans la région, qui permettait aux soldat de la surveiller.
L'économie est orientée sur la culture du riz, l'élevage des bovins et l'extraction de granite.

## Villes voisines
- Sertão Santana
- Barra do Ribeiro
- Tapes
- Arambaré
- Camaquã
- Cerro Grande do Sul